# Elias Baumgärtel
Elias Baumgärtel, auch Baumgertel, bzw. Baumgartel (* um 1610 in Frühbuß; begraben 19. Februar 1678 ebenda) war Stadtrichter und Bergmeister von Frühbuß.

## Leben
Elias Baumgärtel stammte aus einer Familie die in Frühbuß seit Mitte des 16. Jahrhunderts bis zur Vertreibung ansässig war. Bereits von 1570 bis 1576 bekleidete ein vermeintlicher Vorfahre und Namensvetter, hier das Richteramt. Wer seine Eltern waren, ist nicht bekannt. Wie die meisten Bewohner des Ortes, war er im Zinnbergbau tätig, so betrieb er laut Steuerrolle von 1654 einen halben Schacht. 1663 erscheint er in den Kirchenmatriken selbst als Richter und ab 1666 als Bergmeister. Er übernahm letzteres Amt wohl von Georg Abraham Löbel, der seines Glaubens wegen auswanderte. Um seinen Besitz und Stellung nicht verlustig zu werden, konvertierte er selbst in einer Zeit als Frühbuß noch überwiegend protestantisch war, zum Katholizismus. Auf Grund gestiegener Nachfrage nach Zinnblechen in der zweiten Hälfte des 17. Jahrhunderts erfuhr der Bergbau in Frühbuß unter seiner Amtszeit eine zweite wirtschaftliche Blüte und erhielt so auch neue Bergprivilegien. Zudem verlieh man dem Ort 1672 ein Wappen und 1677 eine eigene Gerichtsbarkeit. Baumgärtel starb 1678 im Alter von 68 Jahren. Sein Nachfolger als Bergmeister wurde Daniel Pausch. Seine Söhne waren der Stadtrichter und Viertelmeister Christian Baumgartel sowie der Bergwerksvorsteher Florian Baumgartel. Seine Schwiegersöhne waren der Stadtrichter Johann Heinrich Funck, sowie der Schul- und Bergmeister Theophil Richter.

## Familie
Elias Baumgärtel heiratete in erster Ehe Elisabetha (* um 1609; † 1668 in Frühbuß) und in zweiter Ehe 1669 in Schönlind Maria Wirth, die Tochter des Hirten von Sauersack Wolf Wirth. Aus den Ehen sind folgende Kinder bekannt:
- Elisabeth; ⚭ 1659 in Frühbuß Hannß Heinrich Funck
- Magdalena; ⚭ 1666 in Frühbuß Theophil Richter
- Christian; ⚭ 1668 in Frühbuß Susanna Lehrer
- Anna Maria (* 1670 in Frühbuß)
- Florian (* 1673 in Frühbuß); ⚭ 1669 in Schönlind Anna Susanna Pausch
- Maria Catharina (* 1675 in Frühbuß)